# Karel Steklý
Karel Steklý (* 9. Oktober 1903 in Prag, Österreich-Ungarn; † 5. Juli 1987 in Prag, Tschechoslowakei) war ein tschechischer Filmregisseur und Drehbuchautor. Er gilt als einer der großen Altmeister des tschechischen Films.
Steklý schrieb bereits in den 1930er Jahren Drehbücher, betätigte sich nebenbei auch als Filmschauspieler und wechselte nach dem Ende des Zweiten Weltkrieges ins Regiefach. Hier gelang dem jungen Filmemacher 1947 mit dem Historienfilm Die Sirene (Original: Siréna), einer Adaption des gleichnamigen Romans von Marie Majerovás, ein international hochdekorierter Streifen, der die soziale Lage von Minenarbeitern in der österreichisch-ungarischen Monarchie thematisierte. Der Film wurde 1947 auf der Biennale in Venedig mit dem „Goldenen Löwen“ ausgezeichnet. Weitere Inszenierungen folgten, darunter 1957 die Verfilmung des Jaroslav Hašeks Roman Die Abenteuer des braven Soldaten Schwejk.
Einer seiner letzten Filme entstand nach dem Roman Der Schauspieler Jesenius von Ivan Olbracht im Jahr 1985.

## Filmografie
Drehbuch
- 1941: Ein netter Mensch
- 1942: Valentin, der Gutmütige (Valentin dobrotivu)
- 1945: Das 13. Revier (13. revir)
- 1947: Lockende Ferne (Varuj …!)

Regie
- 1955: Der Dudelsackpfeifer (Strakonicky dudak)
- 1969: Majestäten und Kavaliere (Slasti otce vlasti)
- 1974: Am Steuer der Feind (Za volantem nepritel)

Drehbuch und Regie
- 1947: Die Sirene (Siréna)
- 1952: Das Mädchen Anna (Anna proletarka)
- 1956/57: Der brave Soldat Schwejk in Prag/Melde gehorsamst (Dobry vojak Svejk)
- 1959: Die das Gesetz nicht schützt (Mstitel)
- 1962: Junge Astronomen (Objev na strapate hurce)
- 1970: Die Hochzeiten des Herrn Peter Vok (Svatby pana voka)
- 1972: Am Anfang des Weges (Svet otevreny nahodam)
- 1972: Legendas letzter Coup (Lupic legenda)
- 1980: Spiel um die Königin (Hra o kralovnau)